# Traversères
Traversères är en kommun i departementet Gers i regionen Occitanien i sydvästra Frankrike. Kommunen ligger i kantonen Saramon som tillhör arrondissementet Auch. År 2022 hade Traversères 71 invånare.

## Befolkningsutveckling
Antalet invånare i kommunen Traversères
Referens:INSEE